# Törpeautó-program
Törpeautó-program (wörtlich übersetzt Zwergauto-Programm) ist die Bezeichnung für ein Kleinstwagenprogramm in den 1950er Jahren in der Volksrepublik Ungarn.

## Geschichte
Das Programm wurde im Jahr 1953 ins Leben gerufen. Da die Bestimmungen des Rates für gegenseitige Wirtschaftshilfe (Kölcsönös Gazdasági Segítség Tanácsa) den Bau von Personenkraftwagen in der Ungarischen Volksrepublik nicht erlaubten, sahen die zur damaligen Zeit Planungsverantwortlichen eine Lösung in der Schaffung einer neuen Fahrzeugkategorie zwischen Motorrad und Personenkraftwagen, um diese Bestimmungen umgehen zu können. 
1954 entwarfen und bauten der Maschinenbauingenieur János Schadek und seine Assistenten in Debrecen einen Kleinstwagen namens Úttörő. Das Kleinstwagenprogramm wurde hauptsächlich in der Firma Motorjavító Vállalat in Székesfehérvár durchgeführt. An der Planung und Entwicklung nahmen der Maschinenbauingenieur Pál Kerekes, der  Flugzeugkonstrukteur Ernő Rubik und Géza Bengyel, Konstrukteur in der Motorradfabrik Danuvia teil. Im Jahr 1956 wurden Prototypen für zwei Kleinstwagen fertiggestellt: der Alba Regia und der Balaton, an dessen Entwicklung der Ingenieur József Zappel beteiligt war. Jedoch war das Ministerium für Hüttenwesen und Maschinenbau mit den Ergebnissen nicht zufrieden und schließlich wurde das Programm im Jahr 1957 eingestellt.